# Ricardo Londoño
Ricardo Londoño-Bridge (Medellín, 8 agosto 1949 – Córdoba, 18 luglio 2009) è stato un pilota automobilistico colombiano.

## Biografia
Ricardo Londoño fece la sua comparsa nel circus iridato a inizio 1981. Proveniva dalla Formula Aurora e fu segnalato (assieme a Roberto Guerrero) a Morris Nunn, patron del piccolo team Ensign, come pilota molto veloce anche se senza esperienza, e soprattutto dotato di un "ottimo portafogli". Il team Ensign, spesso autore di auto geniali ma perennemente a corto di liquidi, non si lasciò sfuggire l'occasione e ingaggiò il colombiano per l'imminente Gran Premio del Brasile. Una settimana prima ci furono dei test proprio a Rio de Janeiro e Londoño ottenne tempi interessanti, tenendosi dietro anche Nelson Piquet. Però a fine test ci fu un colpo di scena: il colombiano non aveva superlicenza per gareggiare in Formula 1 e non poteva quindi correre.

### Il mistero della superlicenza
La versione storica di questo gran rifiuto da parte della Federazione fu che i tempi del colombiano non erano all'altezza, ma in realtà Londoño si comportò molto bene nei test. Successivamente si disse che fu per via di un incidente assieme a Keke Rosberg, ma in realtà era stato il finlandese a provocare il tutto, perché mentre era davanti frenò di colpo, piccolo trucchetto che faceva con tutti i "novellini" per intimorirli. La verità, svelata solo in anni recenti, fu che Bernie Ecclestone durante i test indagò sulla provenienza dei soldi dello sponsor di Londoño (un semplice ma enigmatico Colombia scritto a caratteri cubitali sulla fiancata): quando scoprì che erano frutto di attività illecite - traffico di cocaina - fece interdire dal Circus il pilota, che poi ripiegò sulla Formula 2 partecipando con una Toleman del team Alan Docking ad alcune gare in sostituzione dell'infortunato Kenny Acheson.
La linea dura del Boss della FOCA fu dettata dal suo desiderio di evitare la presenza in F1 di personaggi controversi. Negli anni precedenti c'erano state diverse grane che avevano infastidito non poco Ecclestone, come l'arresto del finanziere Franco Ambrosio, sponsor di Shadow e Arrows, e la scoperta che in quest'ultimo team due uomini nascondevano droga dentro le monoposto per passare più facilmente le dogane. Temendo che la cosa potesse saltare fuori, creando un danno d'immagine alla Formula 1, Bernie vietò a Londoño di correre: il suo posto venne preso da Marc Surer, che terminò la gara al quarto posto, facendo segnare anche il giro più veloce. Anche se Londoño non prese parte alle prove ufficiali venne comunque iscritto al Gran Premio, ed è quindi da considerarsi come il primo pilota colombiano in Formula 1.

### L'assassinio
Negli anni successivi Londoño si limita a correre nel campionato IMSA americano, per poi abbandonare le corse. Sulla sua misteriosa figura girano diverse leggende metropolitane, che in un certo senso verranno poi confermate dalla sua tragica morte. È stato infatti assassinato il 18 luglio 2009 nel dipartimento di Córdoba mentre stava cenando in un ristorante sulla spiaggia. Gli attentatori, appartenenti a un'altra organizzazione gli spararono uccidendo anche i suoi due bodyguard, chiudendo così la "carriera" dell'ex pilota colombiano.

## Risultati in Formula 1
| 1981 | Scuderia | Vettura     |  |    |  |  |  |  |  |  |  |  |  |  |  |  |  |  |  | Punti | Pos. |
| ---- | -------- | ----------- |  | -- |  |  |  |  |  |  |  |  |  |  |  |  |  |  |  | ----- | ---- |
| 1981 | Ensign   | Ensign N180 |  | ES |  |  |  |  |  |  |  |  |  |  |  |  |  |  |  | 0     |      |

| Legenda | 1º posto     | 2º posto | 3º posto    | A punti         | Senza punti/Non class.  | Grassetto – Pole position Corsivo – Giro più veloce |
| Legenda | Squalificato | Ritirato | Non partito | Non qualificato | Solo prove/Terzo pilota | Grassetto – Pole position Corsivo – Giro più veloce |